# Stazione di Quattro Venti
Quattro Venti è una fermata ferroviaria di Roma a servizio del quartiere Gianicolense.
Si trova lungo la linea Roma-Capranica-Viterbo.
La gestione degli impianti è affidata a Rete Ferroviaria Italiana società del gruppo Ferrovie dello Stato, che classifica la stazione nella categoria "Silver".

## Storia
La fermata di Quattro Venti venne attivata il 15 ottobre 2006, 6-7 anni di differenza rispetto alle altre stazioni ristrutturate negli anni 90.

## Strutture e impianti
La fermata dispone di un fabbricato viaggiatori che immette alle banchine sotterranee (una in direzione Trastevere e una in direzione San Pietro, realizzata a foro cieco in profondità). È presente anche una biglietteria automatica.
È dotata di due binari passanti sovrapposti per il servizio viaggiatori.

## Movimento
La fermata è servita dalla linea regionale FL3.
La tipica offerta nelle ore di morbida dei giorni lavorativi è di un treno ogni 15 minuti per Roma Ostiense o Roma Tiburtina e Cesano, un treno ogni 30 minuti per Bracciano e un treno ogni ora per Viterbo Porta Fiorentina.

## Servizi
La fermata dispone di:
- Biglietteria automatica

## Interscambi
- Fermata autobus ATAC